# Birdman of Alcatraz
Birdman of Alcatraz is een Amerikaanse dramafilm uit 1962 onder regie van John Frankenheimer.

## Verhaal
In 1912 wordt Robert Franklin Stroud tot levenslang veroordeeld voor een dubbele moord. Gedurende zijn gevangenisjaren in Alaska besteedt hij veel tijd aan vogels. Zodoende krijgt hij al gauw de bijnaam „vogelman”. Later wordt hij overgeplaatst naar Alcatraz, de zwaarst bewaakte gevangenis in de Verenigde Staten.

## Rolverdeling
| Acteur            | Personage              |
| ----------------- | ---------------------- |
| Burt Lancaster    | Robert Franklin Stroud |
| Karl Malden       | Harvey Shoemaker       |
| Thelma Ritter     | Elizabeth Stroud       |
| Neville Brand     | Bull Ransom            |
| Betty Field       | Stella Johnson         |
| Telly Savalas     | Feto Gomez             |
| Edmond O'Brien    | Tom Gaddis             |
| Hugh Marlowe      | Albert Comstock        |
| Whit Bissell      | Dokter Ellis           |
| Crahan Denton     | Kramer                 |
| James Westerfield | Jess Younger           |